# Платоновка (Новосибірська область)
Платоновка (рос. Платоновка) — присілок у Татарському районі Новосибірської області Російської Федерації.
Входить до складу муніципального утворення Новопервомайська сільрада. Населення становить 201 особа (2010).

## Історія
Згідно із законом від 2 червня 2004 року органом місцевого самоврядування є Новопервомайська сільрада.

## Населення
| 2002 | 2007 | 2010 |
| ---- | ---- | ---- |
| 288  | ↘262 | ↘201 |